# Межотраслевой баланс
Межотраслевой баланс (МОБ, модель «затраты — выпуск», метод «затраты — выпуск») — экономико-математическая балансовая модель, характеризующая межотраслевые производственные взаимосвязи в экономике страны. Характеризует связи между выпуском продукции в одной отрасли и затратами, расходованием продукции всех участвующих отраслей, необходимым для обеспечения этого выпуска. Межотраслевой баланс составляется в денежной и натуральной формах.
Межотраслевой баланс представлен в виде системы линейных уравнений. Межотраслевой баланс (МОБ) представляет собой таблицу, в которой отражен процесс формирования и использования совокупного общественного продукта в отраслевом разрезе. Таблица показывает структуру затрат на производство каждого продукта и структуру его распределения в экономике. По столбцам отражается стоимостной состав валового выпуска отраслей экономики по элементам промежуточного потребления и добавленной стоимости. По строкам отражаются направления использования ресурсов каждой отрасли.
В модели МОБ выделяются четыре квадранта. В первом отражается промежуточное потребление и система производственных связей, во втором — структура конечного использования ВВП, в третьем — стоимостная структура ВВП, а в четвёртом — перераспределение национального дохода.

## История
В 1898 году русский экономист В. К. Дмитриев в работе «Экономические очерки» впервые разработал систему линейных уравнений, которые связывали между собой цены товаров и издержки их производства, то есть цены товаров-ресурсов. Доказывая разрешимость этой системы уравнений, он ввёл технические коэффициенты, которые показывают долю затрат одного товара в производстве другого. К 1920-м годам, когда потребности централизованного планирования экономики СССР привели к активизации балансовых исследований, метод Дмитриева оставался незамеченным. В 1924 году ЦСУ по поручению Совета труда и обороны и по методологии Л. Н. Литошенко и П. И. Попова впервые в истории разработало отчётный баланс народного хозяйства за 1923—24 годы и прогнозный баланс на 1924—25 годы. В. В. Леонтьев, учась в Берлинском университете, подготовил отзыв на работу ЦСУ, посвящённый теоретическим основам межотраслевого баланса. Сокращенный перевод его оригинальной статьи под названием «Баланс народного хозяйства СССР» опубликовал журнал «Плановое хозяйство» в № 12 за 1925 год. В этой работе Леонтьев показал, что коэффициенты, выражающие связи между отраслями экономики, достаточно стабильны и их можно прогнозировать.
В 1930-е годы Леонтьев применил метод анализа межотраслевых связей с привлечением аппарата линейной алгебры для исследования экономики США. Метод стал известен под названием «затраты — выпуск». В «Структуре американской экономики» (1941) Леонтьев охарактеризовал свою работу как попытку применения экономической теории общего равновесия к эмпирическому изучению экономических взаимосвязей. Во время Второй мировой войны разработанная Леонтьевым матрица «затраты — выпуск» для экономики Германии использовалась при выборе целей ВВС США для нанесения урона, затрагивающего критически важные производства. Аналогичный баланс для СССР, разработанный Леонтьевым, использовался властями США для принятия решения об объёмах и структуре ленд-лиза.
За 1959 год ЦСУ СССР силами отдела межотраслевого баланса под руководством М. Р. Эйдельмана разработало первый в мире отчетный межотраслевой баланс в натуральном выражении (по 157 продуктам) и отчетный межотраслевой баланс в стоимостном выражении (по 83 отраслям). Хотя последний из них и был частично опубликован в 1961 г., полностью гриф секретности будет снят лишь в 2008 г. Это не могло не оказать негативного влияния на развертывание прикладных работ в центральных плановых органах (Госплане и Госэкономсовете) и их научных организациях. Первые плановые межотраслевые балансы в стоимостном и натуральном выражении были построены в 1962 г. Далее работы были распространены на республики и регионы. По данным за 1966 г., наряду с отчетным межотраслевым балансом народного хозяйства СССР, балансы были построены по всем союзным республикам и экономическим районам РСФСР. Советскими учеными были созданы заделы для более широкого применения межотраслевых моделей (в том числе динамических, оптимизационных, натурально-стоимостных, межрегиональных и др.). В 1968 году за разработку плановых и отчётных межотраслевых балансов группе учёных (А. Н. Ефимову, Э. Б. Ершову, Ф. Н. Клоцвогу, С. С. Шаталину, Э. Ф. Баранову, Л. Е. Минцу, В. В. Коссову, Л. Я. Берри, М. Р. Эйдельману) была присуждена Государственная премия СССР, а А. Г. Гранбергу — премия Ленинского комсомола.
В 1970—1980-х годах в СССР на основе данных межотраслевых балансов разрабатывались более сложные межотраслевые модели и модельные комплексы, которые использовались в прогнозных расчетах и частично входили в технологию народнохозяйственного планирования:

Однако не было случая, чтобы проекты решений, обоснованные этими расчетами, закладывались в план. Причина заключалась в том, что получаемые результаты не укладывались в представления «Старой площади», на которой располагался ЦК КПСС.
Признавая, что по ряду направлений советские межотраслевые исследования занимали достойное место в мировой науке, Леонтьев отчетливо понимал, что теоретические разработки советских ученых не находят практического применения в реальной экономике, где все решения принимались исходя из политической конъюнктуры:

Западные экономисты часто пытались раскрыть «принцип» советского метода планирования. Они так и не добились успеха, так как до сих пор такого метода вообще не существует.
Первый в постсоветской России опыт формирования базовых таблиц «затраты — выпуск» уже по методологии СНС-93, но ещё в ОКОНХ, относится к 1995 г., когда по настоянию Я. М. Уринсона Госкомстат России разработал их по 220 отраслям переходной экономики с высокой инфляцией. Подготовленный для публикации вариант по 110 отраслям так и не увидел свет из-за возражений Минобороны. На его базе для 1998—2006 гг. Госкомстатом и затем Росстатом публиковались краткие таблицы ресурсов и использования товаров и услуг (по 24 видам товаров и услуг).
К концу 2015 г. Росстат разработал и 30 марта 2017 г. впервые опубликовал детализированные базовые таблицы «затраты — выпуск» за 2011 г. (таблицы ресурсов и использования для 178 отраслей и 248 продуктов, симметричные таблицы «затраты — выпуск» для 126 продуктов) и таблицы ресурсов и использования за 2014 г. (для 59 отраслей и 59 продуктов).

## Математическое описание модели Леонтьева
Модель Леонтьева представляет собой статическую линейную модель многоотраслевой экономики со следующими предположениями: внутри экономической системы {\displaystyle n} отраслей/фабрик производят, потребляют/инвестируют {\displaystyle n} продуктов (каждая отрасль экономики производит только один продукт); производственный процесс рассматривается как преобразование на одной фабрике нескольких типов продуктов в один результат, соотношение затраченных и выпускаемого продуктов предполагается постоянным (нет изменений в технологии). Ряд продуктов не полностью или вовсе не участвуют в производственных процессах — их выпуск предназначен для конечного потребления.
Пусть {\displaystyle y_{i}} — конечный выпуск (для конечного потребления) продукции i-й отрасли, а {\displaystyle y=(y_{1},y_{2},...,y_{n})^{T}} — вектор конечного выпуска (для конечного потребления) всех отраслей i=1..n. Обозначим {\displaystyle A} — матрица технологических коэффициентов, где элементы матрицы {\displaystyle a_{ij}} — необходимый объем продукции i-ой отрасли для производства единицы продукции j-й отрасли. Пусть также {\displaystyle x_{i}} — совокупный выпуск i-й отрасли, соответственно {\displaystyle x=(x_{1},x_{2},\ldots {}x_{n})^{T}} — вектор совокупного выпуска всех отраслей.
Совокупный выпуск всех отраслей {\displaystyle x} складывается из двух компонент — выпуска для конечного потребления {\displaystyle y}, и выпуска для межотраслевого потребления (для обеспечения производства продукции других отраслей). Выпуск для межотраслевого потребления с помощью матрицы технологических коэффициентов определяется как {\displaystyle Ax}, соответственно в сумме с конечным потреблением {\displaystyle y} получим совокупный выпуск {\displaystyle x}:
{\displaystyle x=Ax+y}
Отсюда
{\displaystyle x=(E-A)^{-1}y}
Матрица {\displaystyle (E-A)^{-1}} — матричный мультипликатор, поскольку фактически полученное выражение справедливо (в силу линейности модели) и для приращений выпусков:
{\displaystyle \Delta x=(E-A)^{-1}\Delta y}
Модель называется продуктивной, если все элементы вектора {\displaystyle x} являются неотрицательными при любом неотрицательном {\displaystyle y}. Необходимым и достаточным условием продуктивности модели является неотрицательность всех элементов матрицы {\displaystyle (E-A)^{-1}}. Для исходной матрицы {\displaystyle A} это равносильно тому, что её наибольшее по модулю собственное число меньше единицы.

### Двойственная модель Леонтьева
Двойственной к модели Леонтьева является следующая
{\displaystyle p=A^{T}p+\nu }
где {\displaystyle p} — вектор цен отраслей, {\displaystyle \nu } — вектор добавленных стоимостей на единицу продукции, {\displaystyle A^{T}p} — вектор затрат отраслей на единицу выпуска. Соответственно, {\displaystyle p-A^{T}p} — вектор чистого дохода на единицу выпуска, который и приравнивается к вектору добавленных стоимостей, соответственно решение двойственной модели
{\displaystyle p=(E-A^{T})^{-1}\nu }

## Пример расчёта межотраслевого баланса
Рассмотрим 2 отрасли промышленности: производство угля и стали. Уголь требуется для производства стали, а некоторое количество стали — в виде инструментов — нужно для добычи угля. Предположим, что условия таковы: для производства 1 т стали нужно 3 т угля, а для 1 т угля — 0,1 т стали.
| Отрасль | Уголь | Сталь |
| Уголь   | 0     | 3     |
| Сталь   | 0,1   | 0     |

Мы хотим, чтобы чистый выпуск угольной промышленности был 200 000 тонн угля, а чёрной металлургии — 50 000 тонн стали. Если они будут производить только 200 000 и 50 000 тонн соответственно, то часть их продукции будет использована ими же, и чистый выход будет меньше.
Действительно, для производства 50 000 тонн стали требуется {\displaystyle 3\cdot 5\cdot 10^{4}=15\cdot 10^{4}} тонн угля и чистый выход из 200 000 тонн произведенного угля будет равен: {\displaystyle 2\cdot 10^{5}-1,5\cdot 10^{5}} = 50 000 тонн угля. Для производства 200 000 тонн угля нужно {\displaystyle 0{,}1\cdot 2\cdot 10^{5}} = 20 000 тонн стали и чистый выход из 50 000 тонн произведенной стали будет равен {\displaystyle 5\cdot 10^{4}-2\cdot 10^{4}} = 30 000 тонн стали.
То есть, для того, чтобы произвести 200 000 тонн угля и 50 000 тонн стали, которые могли бы потребить отрасли, не производящие уголь и сталь (чистый выпуск), нужно дополнительно производить уголь и сталь, которые используются для их производства. Обозначим {\displaystyle x_{1}} — необходимое общее количество угля (валовый выпуск), {\displaystyle x_{2}} — необходимое общее количество (валовый выпуск) стали. Валовый выпуск каждой продукции является решением системы уравнений:
{\displaystyle \left\{{\begin{array}{lcr}x_{1}-3x_{2}&=2\cdot 10^{5}\\-0{,}1x_{1}+x_{2}&=5\cdot 10^{4}\\\end{array}}\right.}
Решение: 500 000 т угля и 100 000 т стали. Для систематического решения задач расчета
межотраслевого баланса находят, сколько угля и стали требуется для
выпуска 1 т каждого продукта.
{\displaystyle \left\{{\begin{array}{lcr}x_{1}-3x_{2}&=1\\-0{,}1x_{1}+x_{2}&=0.\\\end{array}}\right.}
{\displaystyle x_{1}=1{,}42857} и {\displaystyle x_{2}=0{,}14286}. Чтобы найти, сколько угля и стали
нужно для чистого выпуска {\displaystyle 2\cdot 10^{5}} т угля, нужно умножить эти числа на {\displaystyle 2\cdot 10^{5}}. Получим: {\displaystyle (285714;28571)}.
Аналогично составляем уравнения для получения количества угля и стали для выпуска 1 т стали:
{\displaystyle \left\{{\begin{array}{lcr}x_{1}-3x_{2}&=0\\-0{,}1x_{1}+x_{2}&=1.\\\end{array}}\right.}
{\displaystyle x_{1}=4{,}28571} и {\displaystyle x_{2}=1{,}42857}. Для чистого выпуска {\displaystyle 5\cdot 10^{4}} т стали нужно: (214286; 71429).
Валовый выпуск для производства {\displaystyle 2\cdot 10^{5}} тонн угля и {\displaystyle 5\cdot 10^{4}} тонн стали: {\displaystyle (285714+214286;28571+71429)=(500000;100000)}.

## Динамическая модель МОБ
Первая в СССР и одна из первых в мире динамическая межотраслевая модель национальной экономики была разработана в Новосибирске доктором экономических наук Н. Ф. Шатиловым.
Эта модель и анализ расчетов по ней описаны в его книгах: «Моделирование расширенного воспроизводства» (М., Экономика, 1967), «Анализ зависимостей социалистического расширенного воспроизводства и опыт его моделирования» (Новосибирск: Наука, Сиб.отд., 1974), и в книге «Использование народно-хозяйственных моделей в планировании» (под ред. А. Г. Аганбегяна и К. К. Вальтуха; М.: Экономика, 1974).
В дальнейшем, под разные конкретные задачи, разрабатывались и другие динамические модели МОБ.

На основе модели межотраслевого баланса Леонтьева и собственного опыта основатель «Научной школы стратегического планирования» Н. И. Ведута (1913—1998) разработал свою динамическую модель МОБ. 

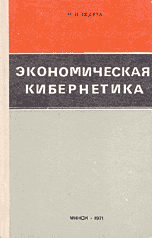
Н. И. Ведута «Экономическая кибернетика»

 В его схеме системно согласованы балансы доходов и расходов производителей и конечных потребителей — государства (межгосударственного блока), домашних хозяйств, экспортёров и импортёров (внешнеэкономический баланс).
Динамическая модель МОБ разработана им методом экономической кибернетики. Она представляет собой систему алгоритмов, эффективно увязывающих задания конечных потребителей с возможностями (материальными, трудовыми и финансовыми) производителей всех форм собственности. На основе модели определяется эффективное распределение государственных производственных инвестиций. Внедрив динамическую модель МОБ, руководство страны получает возможность корректировать в режиме реального времени цели развития в зависимости от уточненных производственных возможностей резидентов и динамики спроса конечных потребителей. Динамическая модель МОБ изложена в книге «Социально эффективная экономика», опубликованной в 1998 году.